# Parque de estacionamento

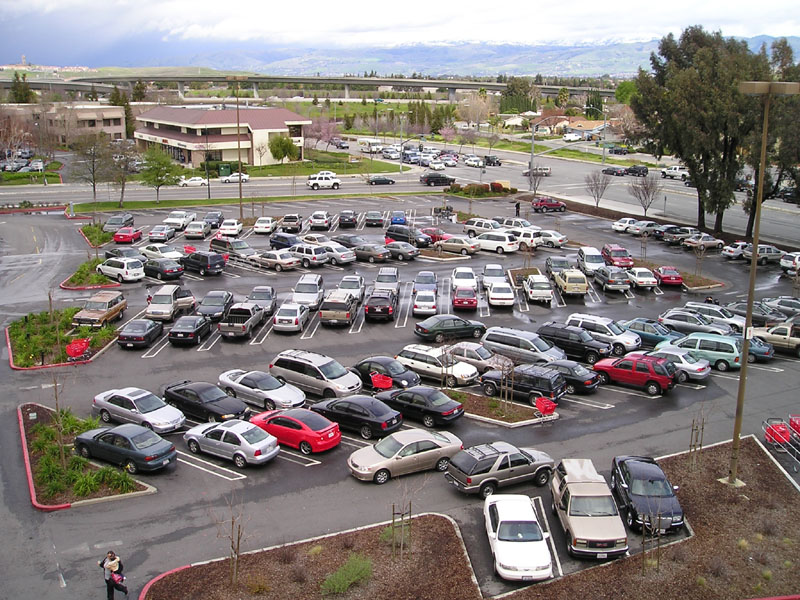
Parque de estacionamento com lugares em espinha, típicos em vias de sentido único.

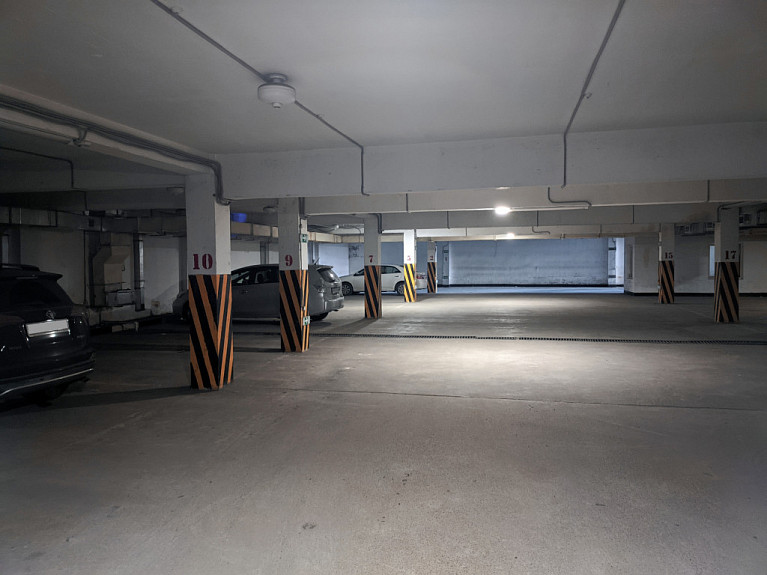
Estacionamento subterrâneo em um dos shopping centers. Ulan-Ude, Buriácia, Rússia

Um parque de estacionamento é uma área concebida especificamente para o estacionamento de automóveis, geralmente sobre superfícies duradouras, como o asfalto. Hoje em dia, no entanto, a definição abrange também edifícios concebidos exclusivamente para esse efeito, ou mesmo galerias subterrâneas.